# アンバー・オニール
アンバー・オニール（Amber O'Neal）のリングネームで知られるキンバリー・ドーン・デイビス（Kimberly Dawn Davis、1974年6月22日 - ）は、アメリカ合衆国の女子プロレスラー。ノースカロライナ州アホスキー出身。
元夫はドク・ギャローズことドリュー・ハンキンソンで、それに伴い新日本プロレスではリングネームをアンバー・ギャローズ（Amber Gallows）にしていた。

## 経歴
1999年7月にアンバー・ホリー（Amber Holly）のリングネームでプロレスデビュー。
2015年5月3日、「レスリングどんたく 2015」カール・アンダーソン&ドク・ギャローズと組み、マット・ターバン&マイケル・ベネット&マリア・ケネリス組とのミックスドマッチで対戦。
以降は、ビッグマッチの際にはドク・ギャローズのマネージャーとして、BULLET CLUBのセコンドに付いている事が多い。

## 得意技
- アンバー・アラート
- シットアウト・フェイスバスター
- STオニール
- スーパーキック

## 獲得タイトル
- NWA世界女子王座